# 平野謙 (野球)
平野 謙（ひらの けん、1955年6月20日 - ）は、愛知県名古屋市中村区出身の元プロ野球選手（外野手）、指導者、野球解説者、野球評論家、YouTuber。右投両打。
妻は元タレントの秋本理央、息子は俳優の平野潤也、姉はエッセイストの内藤洋子。業務提携先は株式会社レガシージャパン。

## 経歴

### プロ入り前
両親は平野金物店を営んでおり、6歳上の姉・洋子がいる4人家族だった。母に似て幼少期から運動能力が優れ、4歳の頃に父が買ったビニール製のグラブでキャッチボールを始めた。小学校4年で野球チームに入ると5年生で選抜チームの遊撃手を務めるようになり、「将来は絶対プロ野球選手になれる」との高い評価を受ける。なお、小学生時代は王貞治に憧れ、部屋に貼ったポスターの前で素振りをしていたという。
一方で1961年に肝硬変で亡くなった父に続き、1967年には母が胃ガンで亡くなる。このため姉が高校を1年間休学して金物店を経営するようになり、謙も店を手伝った。中学校は敷地が狭くて野球部がなかったため、サッカーや卓球、バスケットボールなど複数の部活を掛け持ちしていた。やがて近所に大型のスーパーマーケットが開店したこともあって経営が苦しくなり、姉弟は1970年の冬に金物店を廃業して土地・家屋を売り、犬山市に転居した。
謙は地元の犬山高校に進学し、強豪ではなかった同校野球部を投手として盛り立てた。2年生時の1972年夏の甲子園県予選では、準々決勝で大宮龍男を擁する享栄高を破り準決勝に進む。同学年の山倉和博（当時は遊撃手）が4番打者であった東邦高と対戦。リリーフで登板し自身も3安打を打つが、4-15と大敗を喫した。
高校時代の活躍が認められて名古屋商科大学に特待生として進学、愛知大学野球リーグでは在学中2回の優勝を経験。投手として登板しない試合では外野手として出場、4番打者を務めることもあった。エースだった3年次の1976年秋季リーグでは8勝を挙げて優勝に貢献、MVPを受賞している。リーグ通算では投手として55試合に登板して19勝18敗、防御率2.31。打者として62試合に出場、145打数40安打、打率.276、2本塁打、18打点。
1977年のドラフト会議では中日ドラゴンズが指名した6選手中3選手が入団を拒否したため、球団はドラフト外での獲得を積極的に進め、その一環として平野の入団も決まった。担当スカウトは山崎善平で、契約金、年俸はそれぞれ1,400万円、264万円、背番号は81だった。一方で三菱重工名古屋への就職が内定していたため大学との間で問題となり、野球部OB会から除名されるとともに免除されていた学費も卒業時に一括納入している。

### プロ時代

#### 中日時代
1978年は投手としてウエスタン・リーグで登板し、2勝を挙げた。しかし大学時代に死球で痛めた右肘が春先に痛むこともあり、2年目の春季キャンプでコーチの広野功に外野手転向を勧められる。紅白戦で自信を持って投げたストレートを藤波行雄に簡単に打たれたのを契機に転向を決め、この年はウエスタン・リーグで35試合に出場し打率.276の成績を残している。
1980年は打撃不振に陥ったこともあって俊足を生かすため右打ちからスイッチヒッターに転向し、広野とともに練習を重ねた。同年はウエスタン・リーグで61試合に出場し、出場機会は増えたが打率は.271とほぼ前年並みだった。
この年のシーズンオフには戦力外になりかけるが新監督に就任した近藤貞雄の進言により残留となる。近藤は打力偏重のチーム構成もあって野手の分業制を掲げ、守備や走塁のスペシャリストを発掘しようとした。
1981年のオープン戦で補殺を成功させたことなどから開幕一軍入りを果たし、シーズン中は主にチャーリー・スパイクスの守備固めなどで試合に出場した。しかし引き続き打撃が課題だったため、この年は一軍に帯同して110試合に出場しながら昼は二軍の試合にも出場している。同年オフにスパイクスとレイ・コージが解雇されると、左翼手には大島康徳がコンバートされ右翼手も田尾安志がレギュラーだったものの、中堅手のポジションが空白となった。
1982年は前年に打率.292を記録した豊田誠佑と中堅手の座を争ったが、オープン戦で豊田が死球を受けて負傷している間に好成績を残し、「2番・中堅手」として開幕スタメン入りした。開幕戦では自打球を右膝に当てて負傷し途中交代したが、翌日の試合ではテーピングをして本塁打を打つほどの気迫でそのまま2番打者として1年間レギュラーに定着した。同年は1番打者の田尾が174安打で最多安打に輝き、平野は当時のシーズン記録となる犠打51個を記録している。得意の守備では最多補殺を記録し、打撃面でもチーム3位の打率.288（リーグ12位）の成績を残してドラゴンズの優勝に貢献した。同年の西武ライオンズとの日本シリーズでは全6試合に先発出場、24打数5安打1打点とあまり活躍の場面はなかった。また「石コロ事件」と呼ばれる珍プレーの当事者となっている。
1983年から背番号が前年オフで引退した富田勝が着けていた3となり、2番打者として活躍。1982年には初のゴールデングラブ賞に選ばれている。
1984年のオフに田尾が西武に交換トレードされる。
1985年からは先頭打者を務めるようになった。同年は初の打率3割を記録し、2回目のゴールデングラブ賞も受賞している。
1986年には48盗塁で最多盗塁のタイトルを獲得し、初のオールスターゲーム出場も果たすなど、セントラル・リーグを代表する外野手となっていった。またオフにはチームの野手で最高額となる年俸4,000万円で契約を更改し、鈴木孝政の後任としてドラゴンズの選手会長に就任している。
1987年は左脹脛とアキレス腱を痛めてキャンプの調整から出遅れ、さらに4月16日の対広島戦で北別府学から死球を受けて右手小指の付け根を亀裂骨折し、一軍登録を抹消される。6月に一軍に復帰したがその間に彦野利勝が台頭し、平野の復帰後は右翼手のレギュラーとなった。この年から監督に就任した星野仙一は選手に闘争精神を強く求め、野球観や練習方法などをめぐり確執が生まれてしまう。星野は、平野の淡白な初球打ちや出塁時のリードが小さく投手を揺さぶらないプレーなどを問題視するようになった。さらに7月21日に3.5ゲーム差で迎えた首位巨人との直接対決（県営富山野球場）で、3対3の4回裏1死にウォーレン・クロマティが打ち上げた打球を遊撃手の宇野勝と譲り合うような形でヒットにしてしまい、この回に3点を奪われると平野はそのままベンチに下げられた。この試合の敗戦を機に不動のレギュラーの座を失い、同年の出場試合数は90試合にとどまった。
秋季キャンプ中の11月18日に星野からトレードを告げられ、小野和幸との交換トレードで西武ライオンズに移籍した。当初は個人的な好き嫌いでチームを放出されたのではと星野を恨みもしたが、実際は石毛宏典とAK砲をつなぐ二番打者として森祇晶の方が積極的に平野を欲しがっていた。平野の後任の選手会長には宇野勝が就任した。なお、夫人は実家が熊谷市であり、同じ県内に本拠地を置く西武への移籍を喜んだという。中日時代の応援歌の原曲は、名前にちなんで『狼少年ケン』であった。

#### 西武時代
森監督は現役時代に巨人で見ていた森永勝也らへの悪質ないじめを反面教師として移籍選手に気を配り、平野には「全130試合に出場してもらう」と声をかけていた。合同自主トレでもベテランとして調整は自由に任されていたが、周囲がベテランもハードなトレーニングをしているのを見て意識を改めた。数ヶ月もせずに「自分以上にひょうきん」と石毛に言われるようになるなど西武のチームカラーにもなじんだ。
1988年は自己最高の打率.303（8位）を記録するとともに、リーグ最多の41犠打を成功させている。この年は活躍の一方で体力の消耗も激しく、古巣中日との日本シリーズの頃にはやつれこけながらもシリーズ全5試合に先発出場した。以後は西武で「2番・右翼手」に定着。
1989年には出場98試合ながら、日本記録まであと2つと迫るシーズン21補殺を記録した。
1990年には吉田義男の日本記録を更新する通算265個目の犠打を決めた。同年の日本シリーズでは、14打数7安打、打率.500と4犠打を記録するも、チームが4連勝で活躍した選手が多かったため、何も賞を獲得できなかった。
1988年から1992年まで5年連続でパ・リーグの最多犠打を記録するなど、西武黄金時代になくてはならない存在となり、本人も中日時代には成し遂げられなかった日本シリーズ優勝を4度も経験した。1992年オフには巨人の吉村禎章とのトレードが報じられ、強打者のオレステス・デストラーデが退団し若い大塚光二が成長していたこともあって、平野自身もトレード成立の可能性は否定しなかったという。
1993年はクラウチングスタイルへの変更などを試行したが、打率は.239、本塁打も一軍デビューした1981年以来の0本と年齢的な衰えを見せ始め、6年連続9回目のゴールデングラブ賞を受賞したものの日本シリーズでは第7戦でスタメンを外れた。前年の契約更改で1億円となった年俸もネックとなり、チーム若返りを目指す西武からオフに戦力外通告を受けてチームを去った。

#### ロッテ時代
子供に野球選手としての姿を見せたいとの思いもあって現役続行を希望したため自由契約の身分となり、千葉ロッテマリーンズの監督を務めていた八木沢荘六からチームのまとめ役として誘われ、1993年11月29日、ロッテ入団の意向を表明。なお、かつてのトレード相手の小野和幸も同時にロッテに移籍している。
1994年からロッテでプレーし、1995年はコーチを兼任。
1996年には、5月23日の対近鉄バファローズ戦（ナゴヤ球場）で史上初の通算450犠打を達成するが、6月2日の対オリックス戦（グリーンスタジアム神戸）終了後、千葉に戻る際に乗った新幹線車内で、肘掛け内蔵テーブルを収納する際に右手小指を挟んで骨折し、一軍登録抹消となった。結局その前日の試合が現役最後の出場（終盤、平井光親に代わり右翼手として出場）となり、同年限りで現役を引退している。

### 引退後
引退後はそのままロッテに残ってコーチに就任し、さらに1999年から2001年までは二軍監督、2002年はヘッドコーチを務めた。二軍監督をしていた時は、選手のケガに気をつけながら、勝つ喜びと負ける悔しさを教えてチームプレーの自覚を促すことを目標とした。勝負にこだわりながらもファームは育成の場と割り切って、不慣れなポジションを守らせたり、マウンド度胸を付けさせるために打ち込まれても投げさせるなどの手法も取っていた。自身の経験も踏まえ、個人の実力がなければチームプレーも成立せず、技術を磨いた上でチーム力を上げる存在となるよう指導を心がけたという。
2003年に住友金属鹿島硬式野球部のコーチに就任。
2004年からは総合コーチとしてベンチ入りしている。また平野と同時期にロッテから礒恒之も入部した。2004年は都市対抗への出場を逃したものの、悔しさをバネに真夏も猛練習を行い秋の日本選手権に18年ぶりに出場した。
2005年は都市対抗への出場とベスト8進出を果たしたが、北海道日本ハムファイターズのコーチに誘われたことから同年限りで退部している。なお、住金鹿島時代は東海テレビ放送・東海ラジオ放送・J SPORTS・東京メトロポリタンテレビジョンの野球解説者、中日スポーツの野球評論家も3年間担当した。
2006年はGM高田繁の要請で日本ハムの一軍外野守備走塁コーチ（一塁ベースコーチ）に就任。ロッテ2軍監督時代巨人2軍監督の高田といろいろ話をする機会があった。トレイ・ヒルマンが目指したスモールベースボールと合致し、25年ぶりのリーグ優勝と44年ぶりの日本一に大きく貢献している。
2007年はチームの盗塁、盗塁成功率、犠打が前年より向上し、失策はリーグ最小を記録するなど、守り勝つ野球のさらなる徹底に尽力した。特に田中賢介にはバントをつきっきりで指導し、田中は平野自身が記録していたシーズン犠打のパ・リーグ記録を塗り替えるまでに成長した。
2008年に一軍打撃コーチに転任したが、チーム打率は.255、82本塁打、533得点はともに12球団ワーストと低迷し、解任された。
2009年からは再び解説者となり、東海テレビ・東海ラジオに加え日本ハムコーチを務めた縁から北海道放送でも解説者を務める。また北海道文化放送の日本ハム戦の解説にも登場。なお、プロ野球マスターズリーグでは名古屋80D'sersでプレーしていた。
2010年にはTVhファイターズ中継でも解説者として登場した。12月7日、野球殿堂入り候補者名簿・プレーヤー部門に掲載された。
2010年11月3日放送のHBCラジオ「ファイターズDEナイト!」に出演、2011年シーズンは起亜タイガースのバッティングコーチを務める旨を自ら語った。同月の日向市キャンプよりチームに帯同し、2011年1月起亜と正式にコーチ契約を結んだが、1年限りで退任した。
2012年からは中日の一軍外野守備走塁コーチを務めることが決定し、三塁コーチャーを務める。25年ぶりの中日への復帰となった。しかし、走塁ミスやサインミス等により5月19日に三塁コーチャーを外され、一時的に二軍に降格された。なお、一軍への復帰後には一塁コーチャーに専念。
2013年には、正式に一塁コーチャーへ配置されたが、10月15日に球団から翌年の契約を結ばないことを通告された。
2014年からは再びJ SPORTSと東海ラジオ（2015年まで）とSTVラジオの解説者を務める。2019年8月24日には西武OBでテレ玉開局40周年ウィークとしてゲスト解説者で出演したが、2020年からはテレ玉の解説者として本数ながら出演する。また札幌テレビ解説者として本数ながら出演する。
2015年2月18日、BCリーグ・群馬ダイヤモンドペガサスの野手コーチに就任。
2016年より監督を務める。2016年は、群馬はリーグ東地区で前後期連覇し、地区チャンピオンシップ、リーグチャンピオンシップもそれぞれ制して初年度にして年間総合優勝を達成した。四国アイランドリーグplus優勝チームの愛媛マンダリンパイレーツと対戦したグランドチャンピオンシップも初戦2連敗からの3連勝で制し、チーム初の「独立リーグ日本一」を達成した。
2017年は東地区で前年に続いて前後期制覇、地区チャンピオンシップは制したが、リーグチャンピオンシップで西地区優勝の信濃グランセローズに敗退した。
2018年も東地区で前後期制覇、地区チャンピオンシップ、リーグチャンピオンシップを制して2年ぶりのリーグ優勝を達成した。香川オリーブガイナーズと対戦したグランドチャンピオンシップも3勝1分で制し、2年ぶり2度目の「独立リーグ日本一」となった。
2019年は前期優勝して半期の連覇を7に伸ばしたが、後期は3位に終わる。後期優勝の栃木ゴールデンブレーブスと対戦した地区チャンピオンシップは0勝2敗で敗退し、地区優勝は3連覇でストップした。地区チャンピオンシップ終了後の9月22日のファン感謝デーで、今シーズン限りで退任することが明らかになる。球団会長は功績を評価しながらも「年齢面の制約を感じた」とその理由を挙げた。球団側は「地域貢献や新人発掘のスカウティング」での残留を希望していると報じられた。11月12日に正式に退任が発表されるとともに、群馬のシニアディレクターに就任することも公表された。
2020年シーズンからは同球団主催試合の動画中継で解説を務めている。同年12月にはYouTuberとしての活動も始めた。
2023年より社会人野球チームの山岸ロジスターズで監督を務めることが発表された。

## 人物
愛称は「ケンさん」。
現役時代より気取らない性格と人柄の良さで知られ、多くの後輩から慕われてきた。
西武時代に居を構えた所沢市の自宅から、ロッテでは浦和市（現・さいたま市南区）の練習所や千葉市の球場へ通勤していた。
現役時代の趣味は麻雀であり、中日時代は小松辰雄、都裕次郎、大河原栄らと、西武時代は松沼博久、高山郁夫、村岡耕一らとよく行っていた。
中日時代の応援歌は、平野の名前にちなみ、テレビアニメ「狼少年ケン」の主題歌の替え歌であり、初球から積極的に打っていると、当時の応援団から「（応援歌を流したいから）ちょっと長めにボールを見る打席も作ってくれませんか?」と頼まれることもあったという。

## プレースタイル

### 打撃
スイッチヒッター転向の際はコーチの広野功がつきっきりで指導し、左打席ではとにかくダウンスイングで思い切りボールを叩いた。当初は前に打球が飛ばず、右足の脛はコブだらけになったという。
また、通算犠打数451はプロ野球史上2位の記録である。バントの際には打球の勢いを殺すことを意識しすぎるよりもコースが重要だと考え、フィールディングが良くなければ投手の前に転がすのが良いと語っている。また、走者を送った後にクリーンアップが凡退すると落胆も大きいが、試合に勝てば自分が安打を打たなかったことなど気にならなかったという。

### 守備
ゴールデングラブ賞を9回、最多補殺も5回記録しており、プロ野球史上屈指の強肩・好守の外野手であった。西武で右翼手として中堅手・秋山幸二と構成した右中間守備は史上最強とまで評され、守備範囲の分担もスムーズだった。
外野守備の見せ場は普通に守備範囲に飛んできた球を簡単に捕ることだと述べており、打球を予測する状況判断能力と、打球を追う際に頭が上下動しないフットワークの良さを、外野守備に重要な能力として挙げている。捕球後はいかに早く送球できるかを重視し、普通の外野手が5、6歩ステップするところを3歩で送球できるようになったことで進塁を防ぐ機会が増えた。また、素早い送球のために井手峻コーチとゴロ捕球の研究を重ね、ダッシュして右足を前にした時の歩幅の中にボールが入るような体勢で捕球するという、当時の定説と異なるスタイルを確立している。
現役時代は強肩の評価が高く、俊足の広瀬哲朗をライトゴロに仕留めたこともある。投手時代の経験から、無理な体勢でも必ず送球方向を見ていたためコントロールも良かった。補殺は1989年の21個をピークにその後は減少しているが、強肩を恐れて進塁を控えるほうが次打者を抑える可能性があって望ましかったという。

## 詳細情報

### 年度別打撃成績
| 年 度      | 球 団      | 試 合 | 打 席 | 打 数 | 得 点 | 安 打 | 二 塁 打 | 三 塁 打 | 本 塁 打 | 塁 打 | 打 点 | 盗 塁 | 盗 塁 死 | 犠 打 | 犠 飛 | 四 球 | 敬 遠 | 死 球 | 三 振 | 併 殺 打 | 打 率 | 出 塁 率 | 長 打 率 | O P S |
| ---------- | ---------- | ----- | ----- | ----- | ----- | ----- | -------- | -------- | -------- | ----- | ----- | ----- | -------- | ----- | ----- | ----- | ----- | ----- | ----- | -------- | ----- | -------- | -------- | ----- |
| 1981       | 中日       | 110   | 121   | 110   | 28    | 26    | 2        | 2        | 0        | 32    | 4     | 8     | 6        | 7     | 0     | 2     | 0     | 2     | 16    | 0        | .236  | .263     | .291     | .554  |
| 1982       | 中日       | 125   | 514   | 448   | 58    | 129   | 13       | 5        | 4        | 164   | 33    | 20    | 9        | 51    | 2     | 12    | 0     | 1     | 60    | 1        | .288  | .307     | .366     | .673  |
| 1983       | 中日       | 127   | 495   | 434   | 63    | 107   | 26       | 0        | 7        | 154   | 30    | 14    | 11       | 27    | 2     | 25    | 0     | 7     | 65    | 2        | .247  | .297     | .355     | .652  |
| 1984       | 中日       | 108   | 442   | 381   | 54    | 111   | 11       | 1        | 3        | 133   | 31    | 30    | 5        | 36    | 2     | 21    | 0     | 2     | 37    | 8        | .291  | .330     | .349     | .679  |
| 1985       | 中日       | 130   | 591   | 527   | 69    | 158   | 26       | 5        | 6        | 212   | 49    | 17    | 8        | 28    | 4     | 31    | 2     | 1     | 57    | 10       | .300  | .337     | .402     | .740  |
| 1986       | 中日       | 130   | 576   | 541   | 56    | 146   | 15       | 1        | 11       | 196   | 44    | 48    | 21       | 6     | 0     | 27    | 5     | 2     | 58    | 6        | .270  | .307     | .362     | .669  |
| 1987       | 中日       | 90    | 344   | 317   | 28    | 85    | 12       | 3        | 4        | 115   | 26    | 13    | 6        | 11    | 0     | 16    | 2     | 0     | 42    | 5        | .268  | .303     | .363     | .666  |
| 1988       | 西武       | 130   | 589   | 508   | 75    | 154   | 24       | 2        | 7        | 203   | 46    | 18    | 8        | 41    | 3     | 37    | 0     | 0     | 59    | 9        | .303  | .349     | .400     | .748  |
| 1989       | 西武       | 98    | 437   | 365   | 49    | 98    | 21       | 7        | 2        | 139   | 32    | 6     | 4        | 36    | 1     | 35    | 1     | 0     | 52    | 8        | .268  | .332     | .381     | .712  |
| 1990       | 西武       | 123   | 532   | 445   | 55    | 119   | 21       | 4        | 2        | 154   | 42    | 23    | 8        | 50    | 2     | 34    | 0     | 1     | 72    | 2        | .267  | .320     | .346     | .666  |
| 1991       | 西武       | 125   | 552   | 459   | 60    | 129   | 19       | 6        | 3        | 169   | 41    | 13    | 5        | 50    | 3     | 40    | 0     | 0     | 59    | 5        | .281  | .337     | .368     | .705  |
| 1992       | 西武       | 122   | 512   | 436   | 57    | 122   | 19       | 1        | 4        | 155   | 45    | 15    | 7        | 48    | 3     | 24    | 0     | 1     | 65    | 9        | .280  | .317     | .356     | .672  |
| 1993       | 西武       | 100   | 361   | 309   | 17    | 74    | 11       | 2        | 0        | 89    | 25    | 4     | 2        | 29    | 2     | 20    | 0     | 1     | 44    | 3        | .239  | .286     | .288     | .574  |
| 1994       | ロッテ     | 81    | 258   | 229   | 25    | 52    | 5        | 4        | 0        | 65    | 15    | 1     | 0        | 14    | 3     | 12    | 0     | 0     | 31    | 6        | .227  | .262     | .284     | .546  |
| 1995       | ロッテ     | 61    | 141   | 120   | 12    | 27    | 4        | 0        | 0        | 31    | 12    | 0     | 2        | 8     | 1     | 12    | 0     | 0     | 30    | 7        | .225  | .293     | .258     | .552  |
| 1996       | ロッテ     | 23    | 59    | 47    | 6     | 14    | 5        | 0        | 0        | 19    | 4     | 0     | 0        | 9     | 1     | 2     | 0     | 0     | 12    | 0        | .298  | .320     | .404     | .724  |
| 通算：16年 | 通算：16年 | 1683  | 6524  | 5676  | 712   | 1551  | 234      | 43       | 53       | 2030  | 479   | 230   | 102      | 451   | 29    | 350   | 10    | 18    | 759   | 81       | .273  | .316     | .358     | .674  |

- 各年度の太字はリーグ最高

### タイトル
- 盗塁王：1回（1986年）

### 表彰
- ベストナイン：1回（1988年）
- ゴールデングラブ賞：9回（1982年、1985年、1986年、1988年 - 1993年）

### 記録
初記録
- 初出場：1981年4月4日、対読売ジャイアンツ1回戦（後楽園球場）、8回表に豊田誠佑の代走として出場
- 初安打・初打点：1981年4月10日、対広島東洋カープ1回戦（ナゴヤ球場）、6回裏に川口和久から2点適時三塁打
- 初犠打：1981年5月21日、対阪神タイガース11回戦（ナゴヤ球場）、9回裏に大町定夫から
- 初盗塁：1981年6月3日、対読売ジャイアンツ5回戦（ナゴヤ球場）、8回表に二盗（投手：加藤初、捕手：山倉和博）
- 初先発出場：1981年6月16日、対横浜大洋ホエールズ10回戦（横浜スタジアム）、二番打者・中堅手で先発出場
- 初本塁打：1982年4月5日、対阪神タイガース1回戦（ナゴヤ球場）、7回裏に宇田東植から同点3ラン

節目の記録
- 200犠打：1988年8月31日、対阪急ブレーブス21回戦（西武ライオンズ球場）、1回裏に山沖之彦から ※史上7人目
- 1000試合出場：1989年6月25日、対日本ハムファイターズ11回戦（西武ライオンズ球場）、二番打者・中堅手で先発出場 ※史上285人目
- 1000本安打：1989年9月24日、対ロッテオリオンズ24回戦（西武ライオンズ球場）、3回裏に村田兆治から左前安打 ※史上160人目
- 250犠打：1990年5月2日、対福岡ダイエーホークス4回戦（西武ライオンズ球場）、8回裏に山内和宏から ※史上2人目
- 300犠打：1991年4月29日、対日本ハムファイターズ5回戦（東京ドーム）、7回表に柴田保光から ※史上初
- 350犠打：1992年4月23日、対オリックス・ブルーウェーブ5回戦（グリーンスタジアム神戸）、1回表に渡辺智男から ※史上初
- 400犠打：1993年6月17日、対近鉄バファローズ11回戦（西武ライオンズ球場）、6回裏に吉井理人から ※史上初
- 1500試合出場：1993年9月12日、対日本ハムファイターズ24回戦（西武ライオンズ球場）、7回表に右翼手で出場 ※史上111人目
- 1500本安打：1994年7月7日、対福岡ダイエーホークス15回戦（福岡ドーム）、4回表に足利豊から右前安打 ※史上69人目
- 450犠打：1996年5月23日、対近鉄バファローズ8回戦（ナゴヤ球場）、3回表に江坂政明から ※史上初

その他の記録
- 1試合4犠打：1991年6月19日、対オリックス・ブルーウェーブ14回戦（山形県野球場）
- 日本シリーズ通算犠打：19 ※歴代1位
- オールスターゲーム出場：2回（1986年、1988年）

### 背番号
- 81（1978年、1999年 - 2002年）
- 57（1979年 - 1982年）
- 3（1983年 - 1987年）
- 24（1988年 - 1993年）
- 8（1994年 - 1996年）
- 87（1997年 - 1998年）
- 82（2006年 - 2008年）
- 89（2011年、2015年 - 2019年）
- 75（2012年 - 2013年）

## 関連情報

### 関連書籍
- 『わが故郷は平野金物店』（内藤洋子著、エフエー出版、1991年3月、ISBN 4872080041）

### 出演番組
- Enjoy! Baseball（東海テレビ）
- 東海ラジオ ガッツナイター（東海ラジオ）
- J SPORTS STADIUM（J SPORTS、東海テレビ制作分）
- ザ・プロ野球（HBCテレビ）
- STVファイターズLIVE

- TVhファイターズ中継（テレビ北海道）
- MXスタジアム（TOKYO MX）

### 登場作品
- 『ようこそ青春金物店』（NHKドラマ新銀河、1996年）演 - 小橋賢児